# Goldenstädt
Goldenstädt este o comună din landul Mecklenburg-Pomerania Inferioară, Germania.